# Histoire de l'administration territoriale de la Chine de 1912 à 1949
Pour les articles homonymes, voir Administration territoriale de la Chine.
L'histoire de l'administration territoriale de la Chine entre 1912 et 1949 réfère aux divisions administratives en vigueur sous le contrôle du gouvernement de la République de Chine.

## Gouvernement de Beiyang (1912–28)

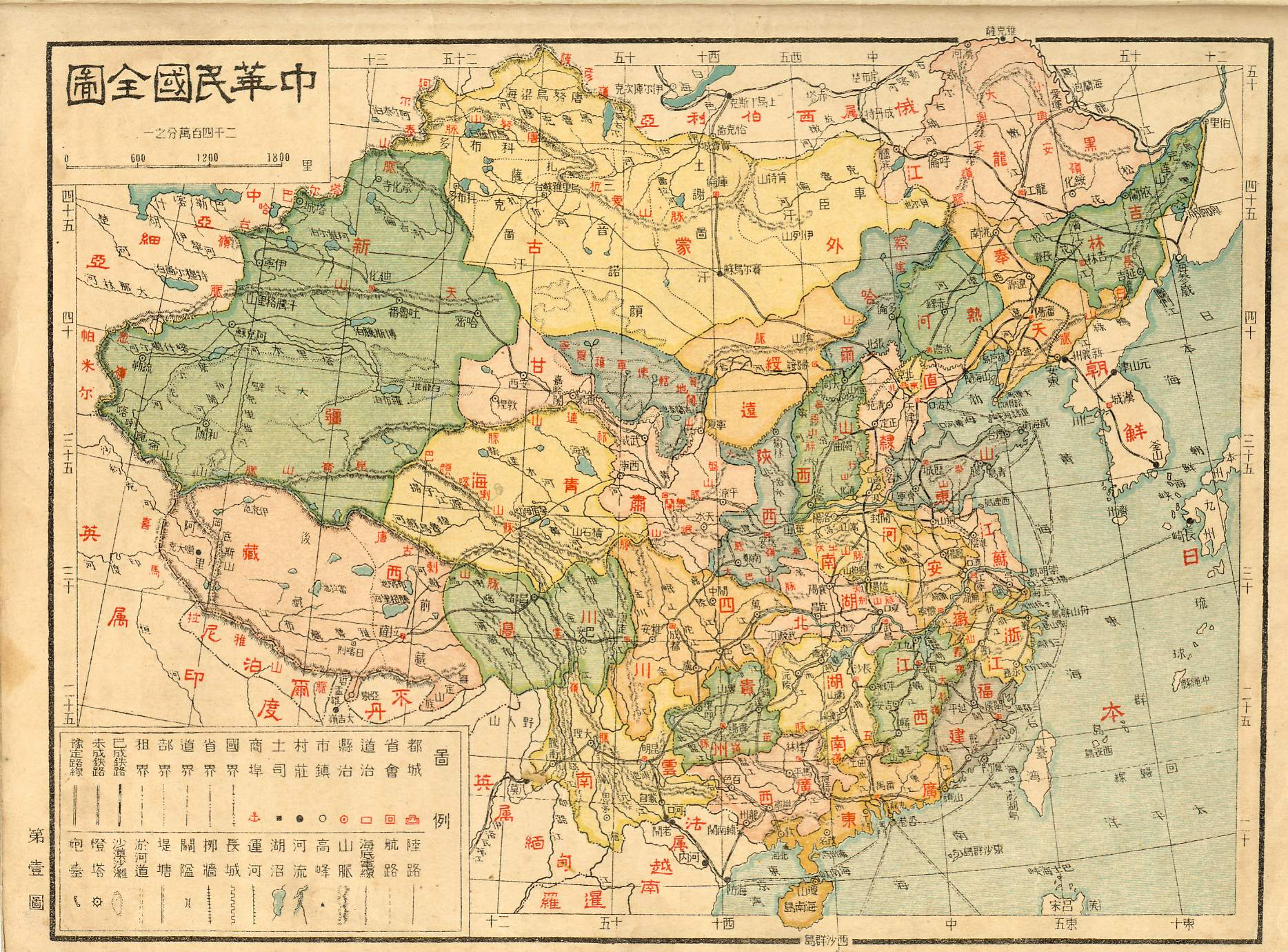
Carte de la République de Chine en 1926

Le Gouvernement de Beiyang rationalise le système utilisé par la Dynastie Qing en définissant trois niveaux :
- Province (省, shěng)
- Circuit (道, dào)
- Xian (縣, xiàn)

Le gouvernement dessine quatre provinces supplémentaires en Mongolie-intérieure et dans les régions environnantes (Chahar, Jehol, Ningsia, Suiyuan) et deux autres dans les parties historiques du Tibet (Sikang en dehors de Kham et Tsinghai en dehors d'Amdo; Ü-Tsang est alors le royaume du Dalai Lama et ne fait partie d'aucune province), ce qui porte à 28 le nombre de provinces.
| Nom de la division                                 | Nom de la division   | Nom de la division   | Abréviation          | Abréviation          | Capitale | Capitale             | Capitale             | Note |
| Postal                                             | Chinois              | Pinyin               | Chinois              | Pinyin               | Postal | Chinois              | Pinyin               | Note |
| Provinces (省 Shěng)                               | Provinces (省 Shěng) | Provinces (省 Shěng) | Provinces (省 Shěng) | Provinces (省 Shěng) | Provinces (省 Shěng) | Provinces (省 Shěng) | Provinces (省 Shěng) | Provinces (省 Shěng) |
| -------------------------------------------------- | -------------------- | -------------------- | -------------------- | -------------------- | --- | -------------------- | -------------------- | --- |
| Anhwei                                             | 安徽                 | Ānhuī                | 皖                   | Wǎn                  | Anking | 安慶                 | Ānqìng               | |
| Chekiang                                           | 浙江                 | Zhèjiāng             | 浙                   | Zhè                  | Hangchow | 杭州                 | Hángzhōu             | |
| Chihli                                             | 直隸                 | Zhílì                | 直                   | Zhí                  | Tientsin | 天津                 | Tiānjīn              | En 1914 la région autour de Peking (Pékin) fait partie de la préfecture de Shuntien                                                             |
| Fengtien                                           | 奉天                 | Fèngtiān             | 奉                   | Fèng                 | Mukden | 瀋陽                 | Shěnyáng             | |
| Fukien                                             | 福建                 | Fújiàn               | 閩                   | Mǐn                  | Foochow | 福州                 | Fúzhōu               | |
| Heilungkiang                                       | 黑龍江               | Hēilóngjiāng         | 黑                   | Hēi                  | Tsitsihar | 齊齊哈爾             | Qíqíhāěr             | En 1914 la région de Hulunbuir est séparée, en 1920 elle est réintégrée.                                                                        |
| Honan                                              | 河南                 | Hénán                | 豫                   | Yù                   | Kaifeng | 開封                 | Kāifēng              | |
| Hunan                                              | 湖南                 | Húnán                | 湘                   | Xiāng                | Changsha | 長沙                 | Chángshā             | |
| Hupeh                                              | 湖北                 | Húběi                | 鄂                   | È                    | Wuchang | 武昌                 | Wǔchāng              | |
| Kansu                                              | 甘肅                 | Gānsù                | 隴                   | Lǒng                 | Lanchow | 蘭州                 | Lánzhōu              | |
| Kiangsi                                            | 江西                 | Jiāngxī              | 贛                   | Gàn                  | Nanchang | 南昌                 | Nánchāng             | |
| Kiangsu                                            | 江蘇                 | Jiāngsū              | 蘇                   | Sū                   | Nanking | 南京                 | Nánjīng              | En 1912 la région autour de Nanking (Nankin) est brièvement divisée en préfecture                                                               |
| Kirin                                              | 吉林                 | Jílín                | 吉                   | Jí                   | Kirin | 吉林                 | Jílín                | |
| Kwangsi                                            | 廣西                 | Guǎngxī              | 桂                   | Guì                  | Nanning | 南寧                 | Nánníng              | |
| Kwangtung                                          | 廣東                 | Guǎngdōng            | 粵                   | Yuè                  | Canton | 廣州                 | Guǎngzhōu            | |
| Kweichow                                           | 貴州                 | Guìzhōu              | 黔                   | Qián                 | Kweiyang | 貴陽                 | Guìyáng              | |
| Shansi                                             | 山西                 | Shānxī               | 晉                   | Jìn                  | Taiyuan | 太原                 | Tàiyuán              | |
| Shantung                                           | 山東                 | Shāndōng             | 魯                   | Lǔ                   | Tsinan | 濟南                 | Jǐnán                | |
| Shensi                                             | 陝西                 | Shǎnxī               | 陝                   | Shǎn                 | Sian | 西安                 | Xī'ān                | |
| Sinkiang                                           | 新疆                 | Xīnjiāng             | 新                   | Xīn                  | Tihwa | 迪化                 | Díhuà                | Tihwa est renommée Ürümqi (烏魯木齊) après 1949                                                                                                 |
| Szechwan                                           | 四川                 | Sìchuān              | 蜀                   | Shǔ                  | Chengtu | 成都                 | Chéngdū              | |
| Yunnan                                             | 雲南                 | Yúnnán               | 滇                   | Diān                 | Kunming | 昆明                 | Kūnmíng              | |
| Régions (地方 Dìfāng)                              |                      |                      |                      |                      | |                      |                      | |
| Capital                                            | 京兆                 | Jīngzhào             | 京                   | Jīng                 | Actuelle municipalité de Pékin |                      |                      | |
| Mongolie-Intérieure                                | 內蒙古               | Nèiménggǔ            | 內蒙                 | Nèiméng              | La Mongolie-Intérieure est divisée en plusieurs ligues et bannières mongoles. Il n'y a pas de véritable capitale. Divisé en Chahar, Jehol, Suiyuan en 1913-14. |                      |                      | |
| Mongolie-Extérieure                                | 外蒙古               | Wàiménggǔ            | 外蒙                 | Wàiméng              | Kulun | 庫倫                 | Kùlún                | Kulun est renommée Ulaan Baatar (Oulan-Bator) après l'indépendance de la Mongolie                                                               |
| Tibet                                              | 西藏                 | Xīzàng               | 藏                   | Zàng                 | Lhassa | 拉薩                 | Lāsà                 | |
| Tsinghai                                           | 青海                 | Qīnghǎi              | 青                   | Qīng                 | Sining | 西寧                 | Xïníng               | |
| Régions (區域 Qūyù)                                |                      |                      |                      |                      | |                      |                      | |
| Altay                                              | 阿爾泰               | Ā'ěrtài              | 阿爾泰               | Āěrtài               | Altay | 承化寺               | Chénghuàsì           | 1920 aboli → Sinkiang Le nom chinois de la capitale 承化寺 est changé en Ālètài (阿勒泰) après 1949.                                            |
| Hulunbuir                                          | 呼倫貝爾             | Hūlúnbèi'ěr          | 呼倫貝爾             | Hūlúnbèi'ěr          | Hailar | 海拉爾               | Hǎilā'ěr             | créé en 1915, aboli en 1920 → Heilungkiang |
| Tarbaghatay (zh)                                   | 塔爾巴哈臺           | Tǎ'ěrbāhātái         | 塔城                 | Tǎchéng              | Tacheng | 塔城                 | Tǎchéng              | Créé en 1912, aboli en 1916 → Sinkiang |
| Préfectures (府 Fǔ)                                |                      |                      |                      |                      | |                      |                      | |
| Nanking                                            | 南京                 | Nánjīng              | 寧                   | Níng                 | Créé en janvier 1912, aboli en février 1912 → Kiangsu |                      |                      | |
| Shuntien                                           | 順天                 | Shùntiān             | 京                   | Jīng                 | Créé en mai 1914 à partir du Chihli, renommé région de la capitale en octobre                                                                                  |                      |                      | |
| Régions administratives spéciales (特別區 Tèbiéqū) |                      |                      |                      |                      | |                      |                      | |
| Chahar                                             | 察哈爾               | Cháhāěr              | 察                   | Chá                  | Changyuan | 張垣                 | Zhāngyuán            | Créé en 1914 à partir de la Mongolie-Intérieure Changyuan est renommée Zhangjiakou (張家口) après 1949.                                         |
| Chwanpien                                          | 川邊                 | Chuānbiān            | 川邊                 | Chuānbiān            | Kangting | 康定                 | Kāngdìng             | Renommé en Sikangen 1925 |
| Jehol                                              | 熱河                 | Rèhé                 | 熱                   | Rè                   | Chengteh | 承德                 | Chéngdé              | Créé en 1914 de la Mongolie-Intérieure |
| Sikang                                             | 西康                 | Xīkāng               | 康                   | Kāng                 | Kangting | 康定                 | Kāngdìng             | Renommé en 1925 en Chwanpien |
| Suiyuan                                            | 綏遠                 | Suīyuǎn              | 綏                   | Suī                  | Kweisui | 歸綏                 | Gūisūi               | Créé en 1913 de la Mongolie-Intérieure Kweisui est renommée Hohhot (呼和浩特) après 1949                                                        |
| Tungsheng                                          | 東省                 | Dōngshěng            | 東省                 | Dōngshěng            | Harbin | 哈爾濱               | Hā'ěrbīn             | Territoire le long de la ligne de chemin de fer orientale de la Chine, traversant Manzhouli de Harbin à Suifenhe.                               |
| Régions commerciales (商埠 Shāngbù)                |                      |                      |                      |                      | |                      |                      | |
| Kiao-ao                                            | 膠澳                 | Jiāo'ào              | 膠                   | Jiāo                 | Tsingtao | 青島                 | Qīngdǎo              | Ancienne concession japonaise et allemande aboli en 1925 → Shantung                                                                             |
| Sunghu                                             | 淞滬                 | Sōnghù               | 滬                   | Hù                   | Shanghai | 上海                 | Sànghǎi              | Statut en discussion. La division fondée par le dirigeant de la clique de Zhili, Sun Chuanfang, n'est pas reconnue par le gouvernement central. |

## Gouvernement nationaliste (1928–49)

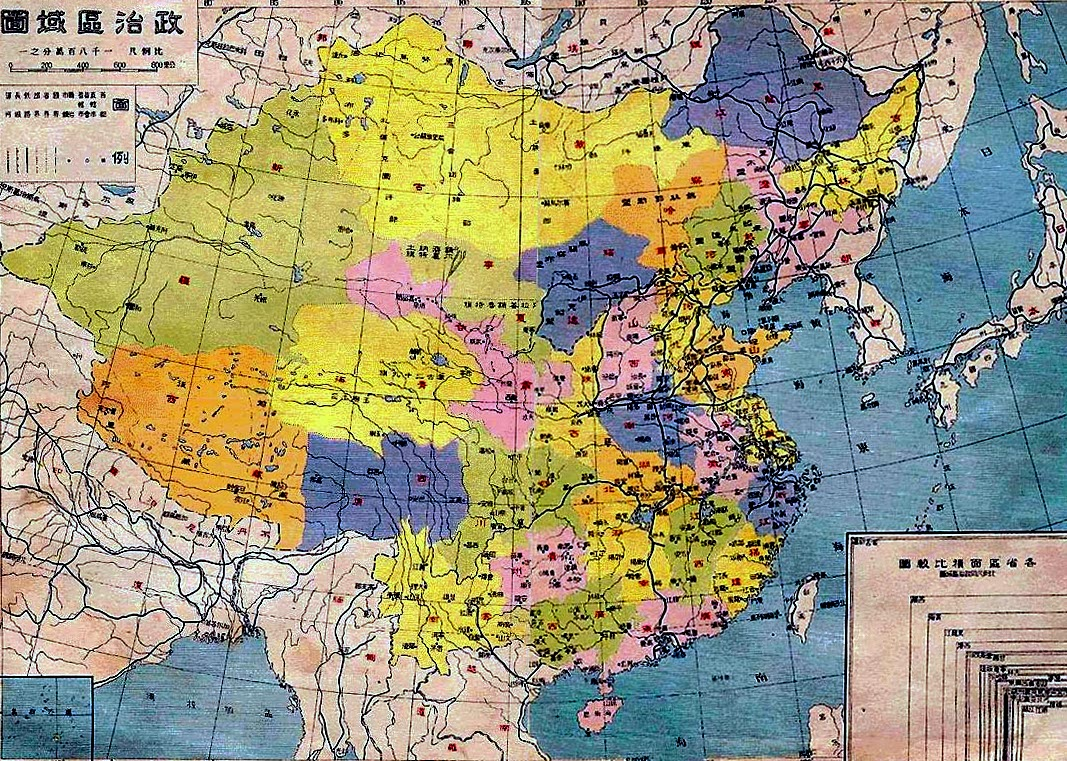
Carte de la République de Chine en 1936

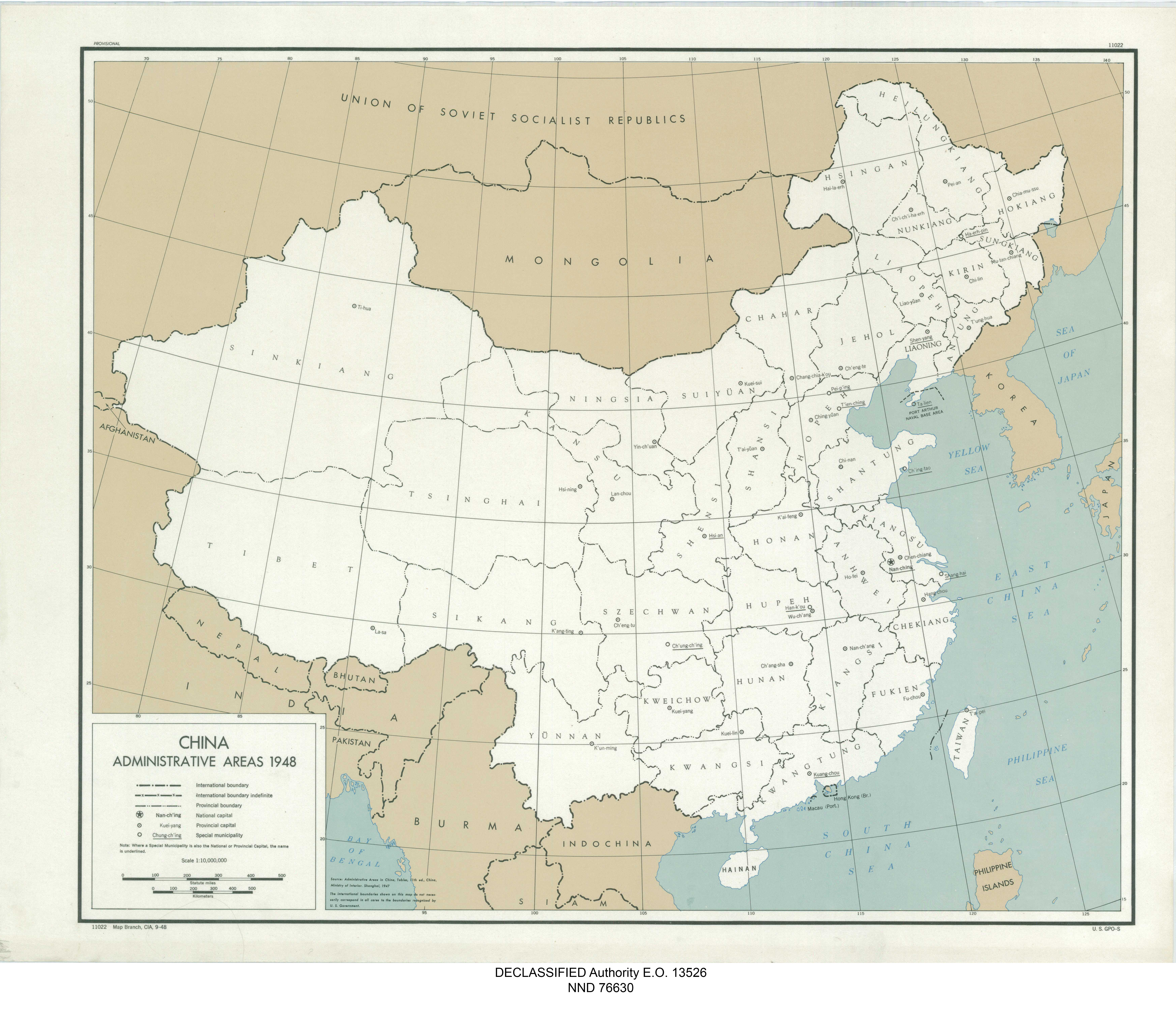
Carte de la République de Chine en 1948

Le gouvernement nationaliste commence également à établir des municipalités, des villes administrées directement par le gouvernement central. D'autres divisions sont également ajoutées sous les xian, comme les cantons. Les circuits sont ensuite abolis en 1928 car devenus superflus. Toutefois, cette réforme devient rapidement infaisable puisqu'en moyenne une province compte plus de 50 xians et certaines plus de 100. Par conséquent, certaines provinces sont divisées en plusieurs préfectures.
- Provinces (省, shěng)
  - District administratif de surveillance générale (行政督察區, xíngzhèng dūcháqū)
- Xians (縣, xiàn)

La création du gouvernement fantoche du Mandchoukouo par l'Empire of Japan dans les années 1930 prive la Chine de 4 provinces dans le nord-est (Fengtien, Heilungkiang, Jehol, Kirin). Après la défaite du Japon en 1945, la Mandchourie est réincorporée dans la Chine avec 9 provinces et 3 municipalités. La République de Chine annexe également Taiwan et les îles Pescadores qui sont regroupées dans la province de Taïwan. La Chine compte alors 35 provinces, 12 municipalités (院轄市, yuànxiáshì), 1 région administrative spéciale (特別行政區, tèbié xíngzhèngqǖ), et 2 régions (地方, difāng) dans le premier niveau de division administrative.
| Nom de la division                                              | Nom de la division   | Nom de la division   | Abréviation          | Abréviation          | Capitale                                                                                                  | Capitale                                                                                                  | Capitale                                                                                                  | Note |
| Postal                                                          | Chinois              | Pinyin               | Chinois              | Pinyin               | Postal | Chinois                                                                                                   | Pinyin | Note |
| Provinces (省 Shěng)                                            | Provinces (省 Shěng) | Provinces (省 Shěng) | Provinces (省 Shěng) | Provinces (省 Shěng) | Provinces (省 Shěng)                                                                                      | Provinces (省 Shěng)                                                                                      | Provinces (省 Shěng)                                                                                      | Provinces (省 Shěng) |
| --------------------------------------------------------------- | -------------------- | -------------------- | -------------------- | -------------------- | --- | --- | --- | --- |
| Antung                                                          | 安東                 | Āndōng               | 安                   | Ān                   | Tunghwa                                                                                                   | 通化 | Tōnghuà                                                                                                   | Créée en 1947 à partir du Mandchoukouo (originellement partie de Liaoning)                                                           |
| Anhwei                                                          | 安徽                 | Ānhuī                | 皖                   | Wǎn                  | Hofei | 合肥 | Héféi | |
| Chahar                                                          | 察哈爾               | Cháhāěr              | 察                   | Chá                  | Changyuan                                                                                                 | 張垣 | Zhāngyuán                                                                                                 | Reformé en 1928 à partir d'une région administrative spéciale Changyuan est renommée Zhangjiakou (張家口) après 1949.                |
| Chekiang                                                        | 浙江                 | Zhèjiāng             | 浙                   | Zhè                  | Hangchow                                                                                                  | 杭州 | Hángzhōu                                                                                                  | |
| Fukien                                                          | 福建                 | Fújiàn               | 閩                   | Mǐn                  | Foochow                                                                                                   | 福州 | Fúzhōu | |
| Heilungkiang                                                    | 黑龍江               | Hēilóngjiāng         | 黑                   | Hēi                  | Peian | 北安 | Běi'ān | Créée en 1945 à partir du Mandchoukouo                                                                                               |
| Hokiang                                                         | 合江                 | Héjiāng              | 合                   | Hé                   | Chiamussu                                                                                                 | 佳木斯 | Jiāmùsī                                                                                                   | Créée en 1947 à partir du Mandchoukouo (originellement partie de Kirin)                                                              |
| Honan                                                           | 河南                 | Hénán                | 豫                   | Yù                   | Kaifeng                                                                                                   | 開封 | Kāifēng                                                                                                   | |
| Hopeh                                                           | 河北                 | Héběi                | 冀                   | Jì                   | Tsingyuan                                                                                                 | 清苑 | Qīngyuàn                                                                                                  | Renommé en 1928 de Chihli Tsingyuan est renommé en Baoding (保定) après 1949                                                         |
| Hunan                                                           | 湖南                 | Húnán                | 湘                   | Xiāng                | Changsha                                                                                                  | 長沙 | Chángshā                                                                                                  | |
| Hupeh                                                           | 湖北                 | Húběi                | 鄂                   | È                    | Wuchang                                                                                                   | 武昌 | Wǔchāng                                                                                                   | |
| Hsingan                                                         | 興安                 | Xīng'ān              | 興                   | Xīng                 | Hailar | 海拉爾 | Jiāmùsī                                                                                                   | Créée en 1947 à partir du Mandchoukouo (originellement partie du Heilungkiang) Hailar est renommé en Hulunbuir (呼倫貝爾) après 1949 |
| Jehol                                                           | 熱河                 | Rèhé                 | 熱                   | Rè                   | Chengteh                                                                                                  | 承德 | Chéngdé                                                                                                   | Reformé en 1928 à partir d'une région administrative spéciale, recrée en 1945 à partir du Mandchoukouo                               |
| Kansu                                                           | 甘肅                 | Gānsù                | 隴                   | Lǒng                 | Lanchow                                                                                                   | 蘭州 | Lánzhōu                                                                                                   | |
| Kiangsi                                                         | 江西                 | Jiāngxī              | 贛                   | Gàn                  | Nanchang                                                                                                  | 南昌 | Nánchāng                                                                                                  | |
| Kiangsu                                                         | 江蘇                 | Jiāngsū              | 蘇                   | Sū                   | Chingkiang                                                                                                | 鎮江 | Zhènjiāng                                                                                                 | |
| Kirin                                                           | 吉林                 | Jílín                | 吉                   | Jí                   | Kirin | 吉林 | Jílín | Recréée en 1945 à partir du Mandchoukouo                                                                                             |
| Kwangsi                                                         | 廣西                 | Guǎngxī              | 桂                   | Guì                  | Nanning                                                                                                   | 南寧 | Nánníng                                                                                                   | |
| Kwangtung                                                       | 廣東                 | Guǎngdōng            | 粵                   | Yuè                  | Canton | 廣州 | Guǎngzhōu                                                                                                 | |
| Kweichow                                                        | 貴州                 | Guìzhōu              | 黔                   | Qián                 | Kweiyang                                                                                                  | 貴陽 | Guìyáng                                                                                                   | |
| Liaoning                                                        | 遼寧                 | Liáoníng             | 遼                   | Liáo                 | Mukden | 瀋陽 | Shěnyáng                                                                                                  | Renommée en 1929 du Fengtien, recréée en 1945 à partir du Mandchoukouo                                                               |
| Liaopeh                                                         | 遼北                 | Liáoběi              | 洮                   | Táo                  | Liaoyuan                                                                                                  | 遼源 | Liáoyuán                                                                                                  | Créée en 1947 à partir du Mandchoukouo (originellement partie du Liaoning)                                                           |
| Ningsia                                                         | 寧夏                 | Níngxià              | 寧                   | Níng                 | Yinchwan                                                                                                  | 銀川 | Yínchuān                                                                                                  | Créée en 1928 du Kansu |
| Nunkiang                                                        | 嫩江                 | Nènjiāng             | 嫩                   | Nèn                  | Tsitsihar                                                                                                 | 齊齊哈爾                                                                                                  | Qíqíhāěr                                                                                                  | Créée en 1947 à partir du Mandchoukouo (originellement partie du Heilungkiang)                                                       |
| Shansi                                                          | 山西                 | Shānxī               | 晉                   | Jìn                  | Taiyuan                                                                                                   | 太原 | Tàiyuán                                                                                                   | |
| Shantung                                                        | 山東                 | Shāndōng             | 魯                   | Lǔ                   | Tsinan | 濟南 | Jǐnán | |
| Shensi                                                          | 陝西                 | Shǎnxī               | 陝                   | Shǎn                 | Sian | 西安 | Xī'ān | |
| Sikang                                                          | 西康                 | Xīkāng               | 康                   | Kāng                 | Kangting                                                                                                  | 康定 | Kāngdìng                                                                                                  | Reformée en 1928 d'une région administrative spéciale                                                                                |
| Sinkiang                                                        | 新疆                 | Xīnjiāng             | 新                   | Xīn                  | Tihwa | 迪化 | Díhuà | Tihwa est renommée Ürümqi (烏魯木齊) après 1949                                                                                      |
| Suiyuan                                                         | 綏遠                 | Suīyuǎn              | 綏                   | Suī                  | Kweisui                                                                                                   | 歸綏 | Gūisūi | Reformée en 1928 à partir d'une région administrative spéciale Kweisui est renommée Hohhot (呼和浩特) après 1949                     |
| Sungkiang                                                       | 松江                 | Sōngjiāng            | 松                   | Sōng                 | Mutankiang                                                                                                | 牡丹江 | Mǔdānjiāng                                                                                                | Créée en 1947 à partir du Mandchoukouo (originellement partie du Kirin)                                                              |
| Szechwan                                                        | 四川                 | Sìchuān              | 蜀                   | Shǔ                  | Chengtu                                                                                                   | 成都 | Chéngdū                                                                                                   | |
| Taiwan                                                          | 臺灣                 | Táiwān               | 臺                   | Tái                  | Taipei | 臺北 | Táiběi | Annexé en 1945 du Japon |
| Tsinghai                                                        | 青海                 | Qīnghǎi              | 青                   | Qīng                 | Sining | 西寧 | Xīníng | Reformée en 1928 d'une autre région administrative                                                                                   |
| Yunnan                                                          | 雲南                 | Yúnnán               | 滇                   | Diān                 | Kunming                                                                                                   | 昆明 | Kūnmíng                                                                                                   | |
| Régions administratives spéciales (特別行政區 Tèbiéxíngzhèngqū) |                      |                      |                      |                      | | | | |
| Hainan                                                          | 海南                 | Hǎinán               | 瓊                   | Qióng                | Haikow | 海口 | Hǎikǒu | En 1931 Kiung-ai (瓊崖) doit être créée, créée en 1949 du Kwangtung                                                                  |
| Tungsheng                                                       | 東省                 | Dōngshěng            | 東省                 | Dōngshěng            | Harbin | 哈爾濱 | Hā'ěrbīn                                                                                                  | Abolie en 1932 par le Mandchoukouo                                                                                                   |
| Weihai                                                          | 威海                 | Wēihāi               | 威海                 | Wēihāi               | Weihai | 威海 | Wēihāi | Acquise en 1930 au Royaume-Uni, abolie en 1945 → Shantung                                                                            |
| Régions (地方 Dìfāng)                                           |                      |                      |                      |                      | | | | |
| Mongolia                                                        | 蒙古                 | Ménggǔ               | 蒙                   | Méng                 | Kulun | 庫倫 | Kùlún | Kulun est renommée Ulaan Bator après l'indépendance de la Mongolie en 1946                                                           |
| Tibet                                                           | 西藏                 | Xīzàng               | 藏                   | Zàng                 | Lhasa | 拉薩 | Lāsà | |
| Municipalités spéciales (直轄市 Zhíxiáshì)                      |                      |                      |                      |                      | | | | |
| Canton                                                          | 廣州                 | Guǎngzhōu            | 穗                   | Suì                  | Créée en janvier 1930 du Kwangtung, absorbée en juin. Recréée en 1947                                     | Créée en janvier 1930 du Kwangtung, absorbée en juin. Recréée en 1947                                     | Créée en janvier 1930 du Kwangtung, absorbée en juin. Recréée en 1947                                     | Créée en janvier 1930 du Kwangtung, absorbée en juin. Recréée en 1947                                                                |
| Chungking                                                       | 重慶                 | Chóngqìng            | 渝                   | Yú                   | Créée en 1927 de Szechwan                                                                                 | Créée en 1927 de Szechwan                                                                                 | Créée en 1927 de Szechwan                                                                                 | Créée en 1927 de Szechwan |
| Dairen                                                          | 大連                 | Dàlián               | 連                   | Lián                 | Créée en 1947 du Mandchoukouo (originellement partie du Liaoning)                                         | Créée en 1947 du Mandchoukouo (originellement partie du Liaoning)                                         | Créée en 1947 du Mandchoukouo (originellement partie du Liaoning)                                         | Créée en 1947 du Mandchoukouo (originellement partie du Liaoning)                                                                    |
| Hankow                                                          | 漢口                 | Hànkǒu               | 漢                   | Hàn                  | Créée en 1927 du Hupeh, renommée en 1929 en Hankow, absorbée en 1931, recréée en 1947                     | Créée en 1927 du Hupeh, renommée en 1929 en Hankow, absorbée en 1931, recréée en 1947                     | Créée en 1927 du Hupeh, renommée en 1929 en Hankow, absorbée en 1931, recréée en 1947                     | Créée en 1927 du Hupeh, renommée en 1929 en Hankow, absorbée en 1931, recréée en 1947                                                |
| Harbin                                                          | 哈爾濱               | Hā'ěrbīn             | 哈                   | Hā                   | Créée en 1947 du Mandchoukouo (originellement partie du Heilungkiang)                                     | Créée en 1947 du Mandchoukouo (originellement partie du Heilungkiang)                                     | Créée en 1947 du Mandchoukouo (originellement partie du Heilungkiang)                                     | Créée en 1947 du Mandchoukouo (originellement partie du Heilungkiang)                                                                |
| Mukden                                                          | 瀋陽                 | Shěnyáng             | 瀋                   | Shěn                 | Créée en 1947 du Mandchoukouo (originellement partie du Liaoning)                                         | Créée en 1947 du Mandchoukouo (originellement partie du Liaoning)                                         | Créée en 1947 du Mandchoukouo (originellement partie du Liaoning)                                         | Créée en 1947 du Mandchoukouo (originellement partie du Liaoning)                                                                    |
| Nanking                                                         | 南京                 | Nánjīng              | 京                   | Jīng                 | créée en 1927 de Kiangsu                                                                                  | créée en 1927 de Kiangsu                                                                                  | créée en 1927 de Kiangsu                                                                                  | créée en 1927 de Kiangsu |
| Peiping                                                         | 北平                 | Běipíng              | 平                   | Píng                 | Créée en 1928 du Hopeh, absorbée en juin 1930, recréée en décembre 1930. Renommée en 1949 en Pékin (北京) | Créée en 1928 du Hopeh, absorbée en juin 1930, recréée en décembre 1930. Renommée en 1949 en Pékin (北京) | Créée en 1928 du Hopeh, absorbée en juin 1930, recréée en décembre 1930. Renommée en 1949 en Pékin (北京) | Créée en 1928 du Hopeh, absorbée en juin 1930, recréée en décembre 1930. Renommée en 1949 en Pékin (北京)                            |
| Shanghai                                                        | 上海                 | Shànghǎi             | 滬                   | Hù                   | En 1927, transformation de la région commerciale Sunghu en municipalité, créée de Kiangsu                 | En 1927, transformation de la région commerciale Sunghu en municipalité, créée de Kiangsu                 | En 1927, transformation de la région commerciale Sunghu en municipalité, créée de Kiangsu                 | En 1927, transformation de la région commerciale Sunghu en municipalité, créée de Kiangsu                                            |
| Sian                                                            | 西安                 | Xī'ān                | 安                   | Ān                   | En 1933 planification de création de Siking (西京), créée en 1947 de Shensi                               | En 1933 planification de création de Siking (西京), créée en 1947 de Shensi                               | En 1933 planification de création de Siking (西京), créée en 1947 de Shensi                               | En 1933 planification de création de Siking (西京), créée en 1947 de Shensi                                                          |
| Tientsin                                                        | 天津                 | Tiānjīn              | 津                   | Jīn                  | Créée en 1928 du Hopeh, absorbée en 1930, recréée en 1935                                                 | Créée en 1928 du Hopeh, absorbée en 1930, recréée en 1935                                                 | Créée en 1928 du Hopeh, absorbée en 1930, recréée en 1935                                                 | Créée en 1928 du Hopeh, absorbée en 1930, recréée en 1935                                                                            |
| Tsingtao                                                        | 青島                 | Qīngdǎo              | 青                   | Qīng                 | Créée en 1929 de Shantung.                                                                                | Créée en 1929 de Shantung.                                                                                | Créée en 1929 de Shantung.                                                                                | Créée en 1929 de Shantung. |

## Divisions administratives publiées entre 1949 et 2005

Carte comparant les divisions administratives dessinées par la République de Chine et la République populaire de Chine.

Carte des divisions administratives nominales et revendications de la République de Chine après sa défaite militaire lors de la guerre civile chinoise et la proclamation de la République populaire de Chine

Après la perte de la Chine continentale au profit du Parti communiste chinois dans la guerre civile chinoise et sa retraite à Taïwan en 1949, le Parti nationaliste continue à considérer la République de Chine comme l'unique gouvernement légitime sur la Chine. La juridiction de la République de Chine est réduite à Taïwan, les îles Pescadores et quelques îles proche du Fujian. Toutefois, ce gouvernement n'a jamais cessé de revendiquer la Chine continentale et le Mongolie. De ce fait, la division administrative officielle de la Chine reste celle mise en place par la République de Chine jusqu'à la perte de la Chine continentale. Des cartes de la Chine et du monde publiées à Taïwan montrent parfois les frontières provinciales et nationales telles que définies en 1949, ignorant les modifications faites par le gouvernement communiste et incluant la Mongolie, le nord de la Birmanie (nord de l'état Kachin) et Tannu Uriankhai comme faisant partie de la République de Chine. Les cartes et listes des divisions administratives incluant les régions précédemment citées ont été publiées jusqu'en 2005.
En 2005, les divisions symboliques de la République comptent 35 provinces, 1 région administrative spéciale, 2 régions, 14 municipalités spéciales (dont Taipei et Kaohsiung), 14 ligues et 4 bannières spéciales. Pour les divisions de second niveau, sous les provinces et régions spéciales, on retrouve les xians, les villes contrôlées au niveau provincial (56), les départements (34) et les départements gérés (7). Sous les municipalités contrôlées au niveau provincial, on retrouve les xians et sous les ligues, les bannières (127).
- Provinces (省, shěng) et municipalités spéciales (直轄市, zhíxiáshì)
- Xians (縣, xiàn) et Villes (市, shì)

| Provinces                         |                        |                        |                        |                              |                        | |
| Fujian                            | 福建                   | Fújiàn                 | 閩 mǐn                 | Canton de Jincheng           | 金城鎮                 | La capitale de la province du Fukien est déplacée à Xindian en 1956, puis vers le canton de Jincheng à Kinmen depuis 1996. |
| Taiwan                            | 臺灣                   | Táiwān                 | 臺 tái                 | Nouveau village de Zhongxing | 中興新村               | La capitale de la province de Taïwan est déplacée du village de Zhongxing Village dans le Comté de Nantou vers Taipei dans les années 1960. |
| Kiangsu                           | 江蘇                   | Jiāngsū                | 蘇 sū                  | Xian de Shengsi              | 嵊泗縣                 | Le gouvernement de la province de Kiangsu est déplacé vers le xian de Shengsi en 1949. En 1950 le xian est conquis par l'armée populaire de libération et le gouvernement provincial de Kiangsu est aboli peu après. |
| Chekiang                          | 浙江                   | Zhèjiāng               | 浙 zhè                 | Province de Taïwan           | 臺灣省                 | Le gouvernement de la province de Chekiang dans le canton de Ganlan du district de Dinghai est aboli en 1950. En 1951, le gouvernement provincial est refondé sur les îles Tachen du xian de Wenling, après avoir déménage vers la Province de Taïwan en 1953. Après la perte des îles Yijiangshan durant la Bataille des Îles Yijiangshan en 1955, le gouvernement provincial est aboli. |
| Szechwan                          | 四川                   | Sìchuān                | 蜀 shǔ                 | Xichang                      | 西昌縣                 | Après la perte de sa capitale de Chengdu en décembre 1949, le gouvernement provincial est déplacé vers le xian de Xichang de la province de Xikang, où il reste jusqu'à son abolition en 1950. |
| Sikang                            | 西康                   | Xīkāng                 | 康 kāng                | Xichang                      | 西昌縣                 | Le gouvernement de la province de Xikang est refondé dans le xian de Xichang en décembre 1949. En 1950, Xichang est repris par l'armée populaire de libération. |
| Kwangtung                         | 廣東                   | Guǎngdōng              | 粵 yuè                 | Haikou                       | 海口市                 | Le gouvernement de la province de Kwangtung est déplacé vers Haikou dans le Hainan en 1949 après la perte de sa capitale Guangdong. Après la perte du Hainan en 1950, le gouvernement est aboli. |
| Yunnan                            | 雲南                   | Yúnnán                 | 滇 diān                | Bangkok                      | 曼谷                   | Le gouvernement du Yunnan est déplacé vers Bangkok en 1950 et aboli en 1951. |
| Sinkiang                          | 新疆                   | Xīnjiāng               | 新 xīn                 | Dihua                        | 迪化市                 | Le gouvernement provincial de Sinkiang est aboli en 1992. |
| Régions administratives spéciales |                        |                        |                        |                              |                        | |
| Hainan                            | 海南                   | Hǎinán                 | 瓊 qióng               | Haikow                       | 海口市                 | Gouvernement aboli en 1950. |
| Special Municipalities            | Special Municipalities | Special Municipalities | Special Municipalities | Special Municipalities       | Special Municipalities | Le nom chinois 院轄市 Yuànxiáshì est changé en 直轄市 Zhíxiáshì en 1994. |
| Kaohsiung                         | 高雄                   | Gāoxióng               | 高 gāo                 | District de Lingya           | 苓雅區                 | Kaohsiung est créée en 1979. |
| Taipei                            | 臺北                   | Táiběi                 | 北 běi                 | District de Xinyi            | 信義區                 | Taipei est créée en 1967. |